# دالة تحويل

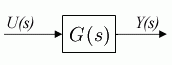

دالة التحويل (بالإنجليزية: transfer function)‏ من x إلى y التابعة لنظام ما يطلق عليه رمز G في نظرية النظم ونظرية التحكم هي دالة رياضية في نطاق التردد التي تضع مداخل G ومخارجه في علاقة معيـّـنة نافعة لحسبانا ً متواردا ً.

## الوصف الرياضي
تتوضح دالة التحويل من خلال المعادلة التالية :
مخرج المنظومة(في فضاء لابلاس) = دالة التحويل * الإشارة المدخلة (في فضاء لابلاس) .
مما يعني أن :
دالّة التحويل = (مخرج المنظومة ÷ الإشارة المدخلة) (في فضاء لابلاس).
عند الوصول إلى هذه المعادلة في فضاء لابلاس، يصبح تحديد صفات المنظومة الخطية المستقلة زمنيا بوساطة هذه الدالة سهلاً, و ذلك بمقارنة مرتبة دالّة البسط مع مرتبة دالة المقام، مما يعني في الفضاء الزمني : درجة تفاضل المنظومة مع درجة تفاضل الإشارة الداخلة فيها .
و من الصفات التي يمكن تحديدها من خلال هذه المعادلات :
1ـ العليّة . (يكون النظام سببيا (علّيّا) إذا كانت مرتبة دالة المنظومة أكبر أو تساوي مرتبة الإشارة الداخلة فيها).
2ـ القابليّة للوثب . (أي قابليّة بدأ استجابة النظام من قيمة تزيد عن الصّفر، في حال كانت مرتبة تفاضل المنظومة تساوي مرتبة تفاضل الإشارة المدخلة).
3ـ القابليّة للاستقرار . (أي ماهية حدود ثبات أو عدم ثبات المنظومة بعد تعرضها لمؤثر منتهي، يتم تقييمها بناء على جذور دالة الإشارة المدخلة)
4ـ القابليّة للاهتزاز . (يكون النظام قابل للتواتر إذا ما كانت جذور الدالة المدخلة ذات قيم تخيليّة)
5ـ استقرار المنظومة العاكسة . (و هي المنظومة التي تعيد بناء الإشارة الاصلية بناء على النتيجة المنقولة ودالة تحويل المنظومة الناقلة، وتكون مستقرة إذا كانت درجة تفاضل المدخل والمخرج متساوية ).
6ـ مقدار التضخيم. (و هو القيمة التي تتخذها دالة التحويل، عندما تساوي قيمة المتحول s في تحويل لابلاس الصفر)

## حساب دالة التحويل للنظم الخطية من نوع سيزو
إذا كان لدينا نظام تحكمه المعادلة التالية:
{\displaystyle {\dot {\underline {x}}}=A\cdot {\underline {x}}+{\underline {b}}\cdot u}
{\displaystyle y=C\cdot {\underline {x}}+D\cdot u}
فإن دالة التحويل تكون (في مجال الترددات. أي بعد تطبيق تحويل فورييه أو تحويل لابلاس عليها. أي أن المتغير في دالة التحويل في هذه الصياغة يكون الذبذبة):
{\displaystyle {\mathcal {}}C{(sI-A)}^{-1}B+D}

## حساب دالة التحويل للنظم الخطية من نوع ميمو
مثل سيزو مع مراعات حجم المضروبات حيث نتحصل على مصفوفة تحويل عوض دالة تحويل مدخل واحد لمخرج واحد.

## كيفية رسم دالة التحويل
يعتبر مخطط بودا أو رسم بوده ومخطط نايكويست أو رسم نايكويست أشهر مخططين لتوضيح دالة التحويل ورسمها كما أن الرسمان يحتويان على نفس المعلومات إذن الرسمان المختلفان هما في الحقيقة ليسا إلا تقديما مختلفا لنفس المعلومة.

## مصفوفة تحويل
في نظرية النظم وعلم الضبط وفي تعاملنا مع نظم ذات عدة مداخل وعدة مخارج أي نظم من نوع ميمو (mimo = multiple input multiple output) فإن مفهوم مصفوفة التحويل transfer matrix يحل محل مفهوم دالة التحويل.